# Teleki-virág
A Teleki-virág vagy pompás Teleki-virág (Telekia speciosa) a fészkesvirágzatúak (Asterales) rendjéhez, ezen belül az őszirózsafélék (Asteraceae) családjához tartozó, Magyarországon védett faj.

## Elterjedése
A Teleki-virág Európában a következő országokban él: Magyarország, Csehország, Szlovákia, Szlovénia, Horvátország, Bosznia-Hercegovina, Szerbia, Koszovó, Montenegró, Macedónia, Albánia, Románia, Bulgária, Görögország, Észtország, Lettország, Ukrajna, Oroszország. Megtalálható még Ázsia egyes részein is, úgymint: Törökország, Grúzia, Örményország, Azerbajdzsán.
Behurcolt fajként  előfordul még az Egyesült Királyságban, Írországban, Norvégiában, Svédországban, Finnországban, Franciaországban, Dániában, Belgiumban, Németországban, Ausztriában, Olaszországban, Lengyelországban.
Magyarországon a kárpát-balkáni-kaukázusi flóravidék elemeként a Bükkben és a Bereg-Szatmári-síkon találjuk természetes előfordulásait. Telepített állományai ismertek a Zempléni- és a Soproni-hegységben, továbbá Zalacsány környékén.
Erdélyben gyakori; árnyas, nedves erdőszegélyek, patak és folyópartok jellegzetes növénye.

## Élőhelye
Mivel a nedves, egyenletesen hűvös hegyvidéki éghajlatot, az időszakosan vizes helyeket és a humuszban gazdag talajokat kedveli, leginkább patakparti magaskórós társulásokban, hegyvidéki ligeterdőkben található meg.

## Megjelenése, életmódja
Magassága 80–120 cm, de akár másfél méterre is megnőhet. Bokrosodó lágyszárú évelő. Fogazott szélű, tagolatlan, molyhos fonákú levelei szórt állásúak. Az alsók 30–40 cm hosszúak, széles-szívesek, hosszú nyelesek, a felsők kisebbek, ülőek, széles-tojásdadok.
Június-augusztusban virágzik, egy egyed virágzási ideje 3-4 hétig is eltarthat. Illatos fészkes, sátorozó virágzata 5–8 cm átmérőjű, a fészek közepén álló csöves virágok sárgák vagy sötétebb barnássárgák, a széleken elhelyezkedő keskeny, szálas nyelves sugárvirágok élénksárgák.
Termése félgömb alakú vacokban ülő bóbitás kaszat, melyet a szél szállít. Szaporodása azonban vegetatív úton, gyöktörzsekkel is történhet, ilyenkor kisebb telepet képez.

## Rendszerezése
Johann Christian Gottlob Baumgarten flórakutató ismerte fel, hogy egy önálló nemzetségbe tartozó faj, és ő nevezte el gróf Teleki Sámuel erdélyi kancelláról.
Ennek a Telekia nemzetségének egyetlen szélesebb elterjedésű tagja. Az egyetlen másik faj az egyfészkű Teleki-virág (Telekia speciosissima), amely mindössze egyetlen kis kiterjedésű lelőhelyen, egy olaszországi tó vidékén él.